# Ахофрін
Ахофрін (ісп. Ajofrín) — муніципалітет в Іспанії, у складі автономної спільноти Кастилія-Ла-Манча, у провінції Толедо. Населення — 2292 особи (2010).
Муніципалітет розташований на відстані близько 80 км на південь від Мадрида, 16 км на південь від Толедо.

## Демографія
Динаміка населення (INE ):

## Галерея зображень

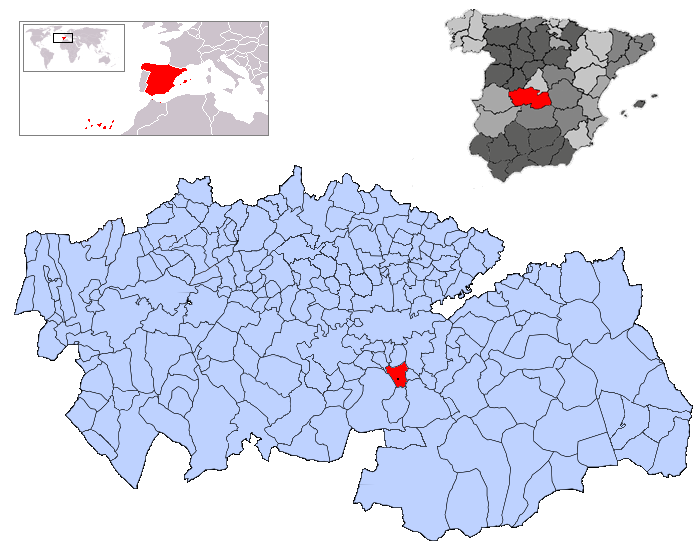
Розташування муніципалітету Ахофрін